# Agemono nabe
Los agemono nabe (揚げ物鍋 lit. «olla para cosas fritas»?) son unos recipientes gruesos usados para comida frita en abundantes cantidades de aceite en la comida japonesa. Son hechos usualmente de fundición de hierro o latón duro. El grosor mantiene la temperatura del aceite en el recipiente.

El agemono nabe es usualmente usado en combinación con los saibashi, con una red para servir sopa o ami shakushi y una herramienta para secar el aceite después de freír o abura kiri.
- Datos: Q4057194